# Haut bas fragile
Haut bas fragile is een Franse filmkomedie uit 1995 onder regie van Jacques Rivette.

## Verhaal
Het leven van drie jonge Parijse vrouwen zal veranderen tijdens de zomer van 1994. Ninon is een vrouw uit de onderklasse met een crimineel verleden. Louise is de dochter van een corrupte bankier, die pas wakker is geworden uit een coma. De bibliothecaresse Ida heeft problemen met het feit dat ze geadopteerd is. De drie vrouwen ontmoeten decorontwerper Roland.

## Rolverdeling
| Acteur                 | Personage |
| ---------------------- | --------- |
| Nathalie Richard       | Ninon     |
| Marianne Denicourt     | Louise    |
| Laurence Côte          | Ida       |
| André Marcon           | Roland    |
| Bruno Todeschini       | Lucien    |
| Anna Karina            | Sarah     |
| Wilfred Benaïche       | Alfredo   |
| Stéphanie Schwartzbrod | Lise      |
| Christine Vézinet      | Estelle   |